# Burg (Thannhausen)
Burg ist ein Ortsteil der Stadt Thannhausen im schwäbischen Landkreis Günzburg.

## Lage
Das Pfarrdorf liegt etwa vier Kilometer südlich von Thannhausen auf einer steil ansteigenden Hügelkuppe am östlichen Rand des Mindeltales. Westlich wird es von der Staatsstraße 2025 berührt.
Ein Teil des südlich gelegenen Gewerbegebietes, gehört, obwohl baulich mit Burg verbunden, schon zum benachbarten Balzhausen.

## Geschichte
Es wird angenommen, dass 1050 der Dorfherr von Balzhausen eine Burg erbauen ließ. Ruinen davon konnten im Jahr 1753 freigelegt werden. Im Jahr 1065 soll es eine erste schriftliche Erwähnung des Ortes gegeben haben. Nachdem es 1142 im unweit von Burg liegenden Kloster Ursberg einen verheerenden Brand gegeben hatte und einige Nonnen der Brandstiftung verdächtigt wurden, gründete Schwinhilde – die Anführerin dieser Nonnen, eine Tochter des Grafen von Balzhausen – ein kleines Kloster in Burg. In der Zeit der Bauernkriege eroberten Bauern im Februar 1525 mehrere kleine Orte bei Burg, darunter auch Thannhausen. Diesem Bauernhaufen brachte ein Heereszug aus Ulm am 31. Mai 1525 eine verheerende Niederlage bei, in deren Folge die Orte Burg und auch Balzhausen niedergebrannt wurden.
Anfang des 19. Jahrhunderts wurde Burg eine Gemeinde mit dem benachbarten Nettershausen als Ortsteil. Am 1. Januar 1977 wurde diese im Zuge der Gemeindegebietsreform nach Thannhausen eingegliedert.

## Baudenkmäler

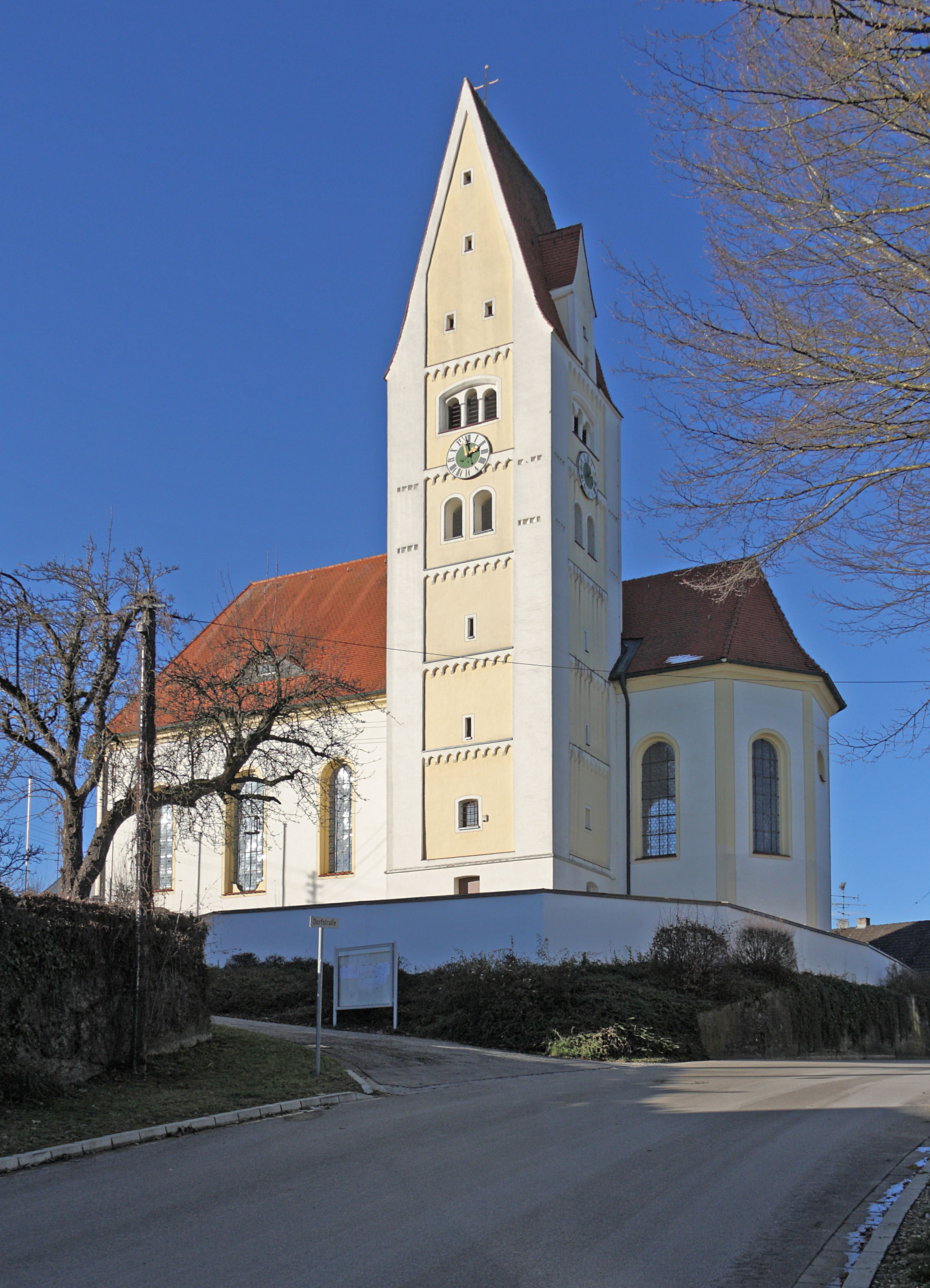
Kirche Heilig Kreuz

- Katholische Pfarrkirche heiliges Kreuz. Im 12. Jahrhundert für die aus Ursberg vertriebenen Nonnen erbaut, im Verlauf der Geschichte mehrfach umgebaut

Siehe auch: Liste der Baudenkmäler in Burg

## Bildung
Im Jahr 1856 wurde ein Schulhaus gebaut. Ab 1907 kam es erstmals zur Einschulung von Kindern des benachbarten Nettershausen, die vorher dem Schulsprengel Thannhausen zugeordnet waren. Seit 1969 gehört Burg zum Hauptschulverband Thannhausen.

## Söhne und Töchter
- Johann Evangelist Georg Lutz (1801–1882), römisch-katholischer Geistlicher und später Irvingianer